# Cynosa
Cynosa is een geslacht van spinnen uit de familie wolfspinnen (Lycosidae).

## Soorten
De volgende soorten zijn bij het geslacht ingedeeld:
- Cynosa agedabiae Caporiacco, 1933
- Cynosa ramosa (L. Koch, 1877)